# Bradford Morrow
Bradford Morrow (* 8. April 1951 in Baltimore) ist ein US-amerikanischer Schriftsteller, Essayist und Lyriker.

## Leben und Wirken
Bradford Morrow erhielt 1968 ein Stipendium des American Field Service, um sein letztes Highschool-Jahr als Austauschschüler am Liceo Scientifico in Cuneo, Italien, abzuschließen.
Nach seiner Rückkehr in die Vereinigten Staaten studierte er englische Literatur an der University of Colorado und an der Yale University. Während seines Studiums verbrachte er einige Zeit im Ausland. Nach seiner Abschlussarbeit im Rahmen eines Danforth-Stipendiums an der Yale University zog er zunächst nach Santa Barbara, wo er als Buchhändler arbeitete, und 1981 schließlich nach New York, wo er (mit dem Lyriker Kenneth Rexroth) Gründer und Herausgeber der Zeitschrift Conjunctions war. Seitdem unterrichtet er neben seiner schriftstellerischen Tätigkeit am Bard College. Bradford Morrow hat zahlreiche Romane und Lyriksammlungen veröffentlicht; 1988 hatte er mit dem Roman „Come Someday“ sein Debüt. Sein zweites Buch „The Almanac Branch“ handelte vom neurotischen Leben einer reichen amerikanischen Familie. Es war 1992 Finalist beim PEN/Faulkner Award. In „Jenseits von Los Alamos“ erprobt die Idee, dass der Einsatz der Bombe das politische Klima und die Befindlichkeit jedes einzelnen bis in die Gegenwart geprägt habe, wie es andere für das Kennedy-Attentat in Dallas behaupten.
Morrow lebt in New York City und Upstate New York.

## Publikationen (Auswahl)
- Come Sunday. New York: Weidenfeld & Nicolson, 1988.
- The Almanac Branch: A Novel. New York: Simon & Schuster, 1991.
- The New Gothic. Neue Schauergeschichten. Random House, 1991
- Trinity Fields. Flamingo, 1996.
  - deutsch: Jenseits von Los Alamos. Berlin: Berlin Verlag, 1996
- Giovanni's Gift. Flamingo, 1996
  - deutsche Ausgabe: Giovannis Gabe. Berlin: Berlin Verlag 1997.
- The Uninnocent: Stories. Pegasus, 2013
- The Forgers. Mysterious Press, 2014
- Die tödlichen Talente des Mr. Diehl. Aus dem amerikanischen Englisch von Hans-Christian Oeser. Insel Verlag, Berlin 2016. ISBN 9783458361336
- The Prague Sonata. 2017